# Thyridium andamense
Thyridium andamense là một loài rêu trong họ Calymperaceae. Loài này được Besch. ex Gangulee mô tả khoa học đầu tiên năm 1972.